# 比利亚鲁维亚德桑蒂亚戈
比利亚鲁维亚德桑蒂亚戈，是西班牙卡斯蒂利亚-拉曼恰托莱多省的一个市镇。总面积155平方公里，总人口2820人（2001年），人口密度18人/平方公里。